# 约西亚·蔡纳
约西亚·蔡纳（英語：Josiah Zayner，1981年2月8日—）是一位美国生物黑客，2013年在芝加哥大学获得生物物理学博士学位，以提供自制CRISPR试剂盒闻名。